# Linden (Alabama)
Linden is een plaats (city) in de Amerikaanse staat Alabama, en valt bestuurlijk gezien onder Marengo County.

## Demografie
Bij de volkstelling in 2000 werd het aantal inwoners vastgesteld op 2424.
In 2006 is het aantal inwoners door het United States Census Bureau geschat op 2338, een daling van 86 (-3,5%).

## Geografie
Volgens het United States Census Bureau beslaat de plaats een oppervlakte van
9,4 km², waarvan 9,3 km² land en 0,1 km² water. Linden ligt op ongeveer 30 m boven zeeniveau.

## Plaatsen in de nabije omgeving
De onderstaande figuur toont de plaatsen in een straal van 24 km rond Linden.